# مارگریت دیویس
مارگریت دیویس (۱۶ سپتامبر ۱۸۸۷ – ۱۹ سپتامبر ۱۹۶۷) یک بیوشیمیست آمریکایی و کشف‌کننده مشترک ویتامین‌های A و B همراه با المِر ورنر مک کولوم در سال ۱۹۱۳ بود. تحقیقات آن‌ها تأثیر زیادی بر تحقیقات بعدی در زمینه تغذیه داشت.

## دوران کودکی
دیویس در ۱۶ سپتامبر ۱۸۸۷ در ریسین، ویسکانسین به دنیا آمد. پدرش جان جفرسون دیویس، پزشک محلی و گیاه‌شناس بود که در دانشگاه ویسکانسین تدریس می‌کرد. در خودنوشت ۱۹۶۴ المِر ورنر مک کولوم اشاره کرده است که دیویس به دلیل سوختگی‌های شدید که در سن ده سالگی در اثر آتش‌بازی در حالی که لباسش آتش گرفته بود، دچار ناتوانی جسمی شد.

## تحصیلات
پیش‌زمینه و علاقه‌های علمی دیویس باعث شد که در سال ۱۹۰۶ در دانشگاه ویسکانسین ثبت‌نام کند. در سال ۱۹۰۸، او به دانشگاه کالیفرنیا در برکلی منتقل شد و در سال ۱۹۱۰ مدرک کارشناسی علوم خود را در رشته اقتصاد خانگی دریافت کرد. پس از فارغ‌التحصیلی، دیویس به دانشگاه ویسکانسین بازگشت و برخی از کارهای تحصیلات تکمیلی خود را انجام داد، اما مدرک کارشناسی ارشد خود را کامل نکرد. در دانشگاه ویسکانسین، دیویس به عنوان دستیار تحقیقاتی با مک کولوم شروع به کار کرد.

## کشف ویتامین‌های A و B
دیویس به عنوان دستیار برای مک کولوم کار می‌کرد و از یک مستعمره بزرگ موش‌ها مراقبت می‌کرد و به گسترش آن کمک می‌کرد. دیویس به مک کولوم کمک می‌کرد تا «ده‌ها بار بیشتر از آزمایش‌هایی که او به تنهایی می‌توانست انجام دهد» انجام دهد. آن‌ها در تلاش بودند تا مخلوط‌هایی بسازند که بتوانند جایگزین غذا در رژیم‌های غذایی حیوانات شوند و به‌طور خاص به مطالعه مواد شیمیایی ریز در غذاها که برای حیات ضروری هستند پرداختند. این مواد به نام «ویتامین‌ها» شناخته شدند، زیرا آن‌ها فرض کردند که این‌ها مولکول‌های آلی «آمین‌ها» هستند.
در سال ۱۹۱۳، دیویس و مک کولوم ماده‌ای را که آن‌ها «A محلول در چربی» می‌نامیدند، شناسایی کردند. این ماده در چربی‌ها یافت می‌شد و برای حیات ضروری بود. آن‌ها این ماده را از ماده دیگری که توسط شیمیدان هلندی کریستیان اییکمن توصیف شده بود و آن را «B محلول در آب» نامیدند، متمایز کردند. این‌ها بعدها به ویتامین‌های A و B تغییر نام یافتند. پس از تحقیقات طولانی روی موش‌ها، کشف این دو ویتامین راه را برای تحقیقات بیشتر در زمینه تغذیه هموار کرد.
کشف ویتامین A محلول در چربی و ویتامین B محلول در آب آن‌ها برای اولین بار در سال ۱۹۱۳ در مقاله‌ای تحت عنوان «ضرورت برخی از لیپین‌ها در رژیم غذایی در طول رشد» در مجله مجله شیمی زیستی منتشر شد.

## حرفه
دیویس آزمایشگاه‌های تغذیه را در دانشگاه ویسکانسین–مادیسون تأسیس کرد. او مدتی به نیوجرسی منتقل شد تا در شرکت داروسازی اسکوئیب کار کند و بعدها به دانشگاه راتگرز در تأسیس یک آزمایشگاه تغذیه به عنوان بخشی از دانشکده داروسازی ارنست ماریو کمک کرد. در سال ۱۹۴۰، او به دانشگاه ویسکانسین بازگشت تا برای چندین سال تدریس کند و تحقیقاتی انجام دهد.
در سال ۱۹۴۰، دیویس بازنشسته شد و به زادگاه خود، راسین بازگشت تا با برادرش، جان آرچیبالد «آرچی» دیویس، در خانه خانوادگی زندگی کند. دیویس پس از بازنشستگی به مطالعه تاریخ و باغبانی پرداخت و در امور مدنی محلی فعال بود. او در سال ۱۹۵۸ برای مشارکت‌های خود به عنوان یک رهبر مدنی توسط شورای زنان مدنی راسین شناخته شد. دیویس سه روز پس از هشتادمین سالگرد تولدش در ۱۹ سپتامبر ۱۹۶۷ در راسین درگذشت.
در خودنوشت ۱۹۶۴، مک کولوم موفقیت خود در تحقیقات تغذیه‌ای را به دو نفر نسبت می‌دهد: دیویس و استفان بابکاک. دیویس از سال ۱۹۰۹ تا ۱۹۱۶ در آزمایشگاه مک کولوم کار کرد. مک کولوم سالانه درخواست حقوق برای دیویس می‌کرد، اما تا آخرین سالش این درخواست رد می‌شد. او به مدت ۵ سال بدون دستمزد کار کرد و در سال ششم، که آخرین سال حضورش بود، ۶۰۰ دلار دریافت کرد. پس از ترک دیویس از مادیسون، مستعمره موش‌هایی که دیویس در ایجاد و مراقبت از آن‌ها کمک کرده بود، از سال ۱۹۱۶ تا ۱۹۲۹ توسط نینا سیموندز نگهداری شد.